# Andrzej Freń
Andrzej Freń (ur. 29 listopada 1919 w Świętym Stanisławie k. Kołomyi, zm. 16 października 1975 w Gogolinie) – generał brygady ludowego Wojska Polskiego.

## Życiorys
Do 1933 ukończył 7 klas szkoły powszechnej. Od 1938 był spawaczem w parowozowni kolejowej w Stanisławowie. W październiku 1940 wcielony do Armii Czerwonej jako szeregowy 755 pułku piechoty. Od listopada 1941 w 59 batalionie drogowym, a od września 1942 w batalionie budowlanym w Mołotowie. Później pracował w kopalni w Siergińsku. 
W maju 1943 wstąpił ochotniczo do organizowanych w Sielcach nad Oką Polskich Sił Zbrojnych w ZSRR i otrzymał przydział do 2 Pułku Piechoty w 1 Dywizji Piechoty im. T. Kościuszki. Ukończył Szkołę Podoficerów Piechoty i w sierpniu 1943 został pomocnikiem dowódcy plutonu ckm w 1 samodzielnym batalionie szkolnym. Uczestnik bitwy pod Lenino. Przeszedł szlak bojowy 1 Dywizji Piechoty do Berlina. Od kwietnia 1944 był dowódcą plutonu ckm. Od 1 czerwca 1944 chorąży, od 1 listopada 1944 podporucznik. 
Po wojnie został zastępcą dowódcy kompanii ckm. W październiku 1945 przeszedł na takie samo stanowisko w 3 Pułku Piechoty. Od czerwca 1945 do kwietnia 1946 brał udział w walkach z oddziałami zbrojnego podziemia niepodległościowego w okolicach Siedlec (od czerwca do października 1945), Ostrołęki i Ostrowi Mazowieckiej. Od czerwca 1946 komendant szkoły podoficerskiej 3 Pułku Piechoty, od marca 1947 przebywał na kursie dowódców batalionu w Centrum Wyszkolenia Piechoty w Rembertowie, który ukończył w grudniu 1947. Po ukończeniu kursu był dowódcą batalionu szkolnego w Technicznej Szkole Wojsk Lotniczych. W grudniu 1948 został dowódcą 3 Pułku Piechoty.
Od 28 listopada 1951 dowódca 24 Dywizji Piechoty w Zambrowie, a od listopada 1952 dowódca 18 Dywizji Piechoty w Ełku. We wrześniu 1954 skończył kurs doskonalenia dowódców w Akademii Sztabu Generalnego WP w Rembertowie. Od września 1954 dowódca 20 Dywizji Zmechanizowanej w Szczecinku, a od października 1955 dowódca 1 Warszawskiej Dywizji Zmechanizowanej w Legionowie. W 1955 uzyskał maturę w chojnickim liceum ogólnokształcącym. W listopadzie 1956 ponownie został dowódcą 20 Dywizji Pancernej.
W latach 50. był karany naganą przez Komisję Kontroli Partyjnej WP za podawanie fałszywych danych w swoim życiorysie oraz upiększanie swych czynów bojowych w opublikowanych artykułach oraz wydanej w 1952 roku książce.
W lipcu 1958 na mocy uchwały Rady Państwa PRL mianowany do stopnia generała brygady, nominację wręczył mu 22 lipca 1958 w Belwederze przewodniczący Rady Państwa Aleksander Zawadzki. W latach 1958–1960 studiował w Wojskowej Akademii Sztabu Generalnego Sił Zbrojnych w ZSRR im. K. Woroszyłowa w Moskwie. Po ich ukończeniu został dowódcą 10 Sudeckiej Dywizji Pancernej w Opolu, a 1 grudnia 1962 został  szefem Wojewódzkiego Sztabu Wojskowego w Opolu. Stanowisko to sprawował aż do śmierci. Równolegle był prezesem Wojewódzkiego Zarządu ZBoWiD w Opolu, radnym Wojewódzkiej Rady Narodowej i członkiem Komitetu Wojewódzkiego PZPR w Opolu.
Zmarł nagle w Gogolinie na zawał serca. Pochowany w Alei Zasłużonych na Cmentarzu Centralnym w Opolu-Półwsi.

## Awanse
W trakcie wieloletniej służby w ludowym Wojsku Polskim otrzymywał awanse na kolejne stopnie wojskowe:
- chorąży – 1944
- podporucznik – 1944
- porucznik – 1946
- kapitan – 1946
- major – 1948
- podpułkownik – 1950
- pułkownik – 1952
- generał brygady – 1958

## Życie prywatne
Syn Józefa, z zawodu szewca i Anieli z domu Batóg. Mieszkał w Opolu. Od 1945 żonaty z Zofią Freń z domu Leszczyńską (1925–2015), dwoje dzieci.

## Odznaczenia
- Krzyż Komandorski Orderu Odrodzenia Polski (1968)
- Krzyż Oficerski Orderu Odrodzenia Polski (1963)
- Order Krzyża Grunwaldu III klasy (1973)
- Krzyż Walecznych (1946)
- Złoty Krzyż Zasługi (1952)
- Srebrny Krzyż Zasługi (1947)
- Srebrny Medal „Zasłużonym na Polu Chwały” (dwukrotnie – 1945 i 1946)
- Medal za Odrę, Nysę, Bałtyk (1946)
- Medal 10-lecia Polski Ludowej
- Medal 30-lecia Polski Ludowej
- Medal „Za udział w walkach o Berlin” (1966)
- Medal za Warszawę 1939–1945 (1946)
- Złoty Medal „Siły Zbrojne w Służbie Ojczyzny” (1958)
- Srebrny Medal „Siły Zbrojne w Służbie Ojczyzny”
- Brązowy Medal „Siły Zbrojne w Służbie Ojczyzny”
- Złoty Medal „Za zasługi dla obronności kraju” (1974)
- Srebrny Medal „Za zasługi dla obronności kraju”
- Brązowy Medal „Za zasługi dla obronności kraju”
- Order Wojny Ojczyźnianej I stopnia (ZSRR, 1968)
- Medal „Za zdobycie Berlina” (ZSRR, 1946)
- Medal „Za zwycięstwo nad Niemcami w Wielkiej Wojnie Ojczyźnianej 1941–1945” (ZSRR, 1946)
- Medal „Za wyzwolenie Warszawy” (ZSRR, 1946)